# Endost
Als Endost, auch Endosteum genannt, bezeichnet man die innere Knochenhaut. Im Gegensatz zur äußeren Knochenhaut, dem Periost, befindet sich das Endost im Inneren des Knochens und überzieht die Oberflächen der Knochenbälkchen und der Markhöhle.
Das Endost ist eine einschichtige Lage von Bindegewebezellen und unterlagert von einer dünnen Schicht kollagener und retikulärer Fasern. Es enthält Bindegewebestammzellen (Mesenchymzellen), die bei Bedarf zu Fibroblasten und Osteoblasten differenzieren können. Die knochenabbauenden Osteoklasten entstehen aus Blutstammzellen und gelangen über das Blut in das Endost. Diese Zellen spielen eine wichtige Rolle bei Knochenumbauvorgängen (remodelling) und bei der Knochenheilung.